# Spilopelia
Spilopelia és un gènere d'ocells de la família dels colúmbids (Columbidae), de vegades denominat Stigmatopelia i antany inclòs a Streptopelia.

## Llista d'espècies
Aquest gènere està format per tres espècies:
- tórtora colltacada oriental (Spilopelia chinensis).
- tórtora del Senegal (Spilopelia senegalensis).
- tórtora colltacada de l'Índia (Spilopelia suratensis).